# Myslín
Myslín (en allemand : Mislin) est une commune du district de Písek, dans la région de Bohême-du-Sud, en République tchèque. Sa population s'élevait à 94 habitants en 2020.

## Géographie
Myslín se trouve à 18 km au sud-sud-est de Příbram, à 25 km au nord-nord-ouest de Písek et à 68 km au sud-sud-ouest de Prague.
La commune est limitée par Nestrašovice au nord, par Mirovice à l'est et au sud, et par Počaply à l'ouest.

## Histoire
La première mention écrite du village date de 1239.

## Transports
Par la route, Myslín se trouve à 9 km de Březnice, à 35,5 km de Písek, à 88 km de České Budějovice et à 98 km de Prague.